# 波房克典
波房 克典（なみふさ かつのり、1973年9月6日 -）は、プロデューサー。静岡県富士市出身。
株式会社ワールドエッグス代表取締役社長
一般社団法人日本ロマンチスト協会会長
2019年6月に「物語をつくる」をコンセプトに、ソーシャルムーブメントをつくりだすことを目指し「株式会社ワールドエッグス」を創業し、代表取締役(現職)に就任。
日本財団「海と日本プロジェクト」の立ち上げをはじめ、年間100以上のソーシャルプロジェクトに携わり、これまで手がけてきたプロジェクトの数は1000プロジェクトを超える。

## 来歴・人物
静岡県立富士高等学校、1996年 3月帝京大学国際文化学科卒業後、2000年 3月成城大学大学院修士課程修了（民俗学を専攻）し、ワーキングホリデーでカナダ・バンクーバーへ。
2001年 4月、編集プロダクション　株式会社ワークス・エム・ブロスに入社。同時期に、仲間とつくった物語『ラトニアサーガ』を発表するためのホームページを制作。
2002年 4月、「エコマーク」事業などを一手に担う財団法人日本環境協会に入職。
2005年 4月、広告代理店　博報堂に入社。前職の経験から環境に関する公共キャンペーンのプロジェクトに配属される。
2005年 2月、「京都議定書」の発効を受け、小泉内閣が世界に約束した日本の温室効果ガス排出量を1990年に比べて6%削減することを目指す国民的プロジェクト「チーム・マイナス6％」を開始。立ち上げから2009年12月のプロジェクト終了まで携わり、事務局の事業設計や事業プロデュースを担当。特に地域メディアや業界団体との連携による企画を推進した。施策の「COOLBIZ（クールビズ）」などにより社会現象が起き、約5年間で約35,000社の企業、約334万人の個人が参加するなど歴史的な国民運動に発展した。
プロデューサーとしての得意領域は、復興支援、環境保全、地域活性化など、社会課題などの解決を目的とするソーシャルプロジェクトをゼロから設計し、人々の共感を呼ぶ施策までを包括的に一つの物語として仕上げ、解決に導くこと。これまで手掛けたプロジェクトは多岐にわたり、さまざまな社会現象を生み出しており、「共感動力」を呼ぶマーケティングメソッドを「秘密結社マーケティング」として提唱している。
2006年、日本ロマンチスト協会を立ち上げ、長崎県雲仙市愛野町を「ロマンの街」とする町おこしを始める。ボロボロだった島原鉄道「愛野駅」の駅舎をメルヘンチックに建て替える働きかけをしたり、雲仙市がジャガイモ生産高で全国第2位であることに着目し、畑の中心でロマンスを叫ぶ「ジャガチュー」を開催するなど、「ロマンチストたちの聖地」とするまちおこしに成功した。
また、2008年には6月19日を「ロマンス（6=ロマン、19=ティック）の日」と制定。“最愛の証”に青いものを贈る「プレゼントブルー」キャンペーンを展開し、さまざまな企業とコラボレーションを実施。東京タワー、横浜マリンタワー、神戸ポートタワー、長崎ハウステンボスのシンボルタワー・ドムトールンが一斉に青く輝いている。
2015年、日本財団が推進し、海洋危機をはじめとする日本の海洋問題を共に考え行動してゆくプロジェクト「海と日本プロジェクト」を開始。全体戦略から事業設計まで携わる。
2016年に灯台の重要性を後世に受け継ぐ活動として「日本ロマンチスト協会」と連携する形でスタートした「恋する灯台プロジェクト」を皮切りに、手掛けるプロジェクトは2023年8月現在で年間150事業を超えている。
その後、「恋する灯台プロジェクト」は灯台の存在意義の伝承と新たな価値の創造にむけ2018年に「海と灯台プロジェクト」へと拡充。「灯台」を地元に有する自治体との連携強化や、「灯台」の文化・資産価値を高めることに寄与し、価値向上に貢献している。
また、2016年に新たに魚をさばくことへの憧れや喜びを呼び起こし、海や自然への恩恵に想いを馳せることに繋げ、海の環境保全等への関心を喚起する日本さばけるプロジェクトをプロデュース。魚をさばく行為は日本古来より培ってきた和食文化の粋（すい）、さらに包丁やまな板と言った道具をつくり・使い・手入れする伝統工芸の粋が詰まっており、一種の文化・アートであると捉え訴求。活動の促進に向け、日本さばけるプロジェクト実行委員会を結成し、料理評論家・服部幸應を筆頭に、陳建一(料理人・料理研究家）、山本益博（料理評論家）などが参加。
YouTubeチャンネルで魚のさばき方を動画で解説する「さばけるチャンネル」を配信しており、釣り人をはじめとして、全国の料理人、調理師学校に通う学生を中心に閲覧され、一般の人にも波及。2023年10月時点でレクチャー動画が154本に上り、チャンネル登録者数が21.3万人以上、総再生回数が3350万回以上に上っている。
さらに、2018年に消滅の危機にある海の昔ばなしの伝承を目的に、「海ノ民話のまちプロジェクト」をプロデュース。「海ノ民話のまち」として認定した市町村に古くから伝わる海の「民話」や「伝承」を選定している。5分程度の短編アニメーションをYouTubeチャンネルで「うみのむかしばなしチャンネル」で配信し、総再生回数は約11万回にも上る。また、作品が「アニものづくりアワード2022」の地方創生部門で銀賞を受賞している。
2019年6月19日、ソーシャルデザインスタジオ「株式会社ワールドエッグス」を創業。現在、代表取締役を務める。“ステークホルダーの皆様を幸せにしたい”との思いを込め、“大切な人を世界で一番幸せにする日” である「ロマンスの日」を創業日とした。人や地域、社会の利益実現に導く「物語をつくる」をミッションに掲げる。
大阪成蹊大学芸術学部の客員教授就任（2020年 4月より1年間）
ラジオクラウド『ラジオ界談〜その界隈、語ります〜』の配信を開始（2022年 6月～）
2022年7月、高精度フルカラー3Dプリンターを活用したグッズ制作・製造を手掛ける合同会社・吉本アートファクトリーと業務提携。キャラクターグッズ、フィギュアブランドの開発サービスを始動。

## 受賞歴
・海上保安庁 長官表彰（2018年）
「海上保安庁 灯台150周年記念関連行事」において、灯台への関心を高める活動「恋する灯台」の貢献が認められ、自身が会長をつとめる日本ロマンチスト協会が海上保安庁より表彰される。　

## 主な仕事
◆地方創生
・日本ロマンチスト協会（2006年～）
6月19日を「ロマンスの日」に制定。大切な人に何かひとつ青いものを贈る「プレゼントブルー」キャンペーンを手がけ、長崎にとどまらない全国的なムーブメントをデザイン。長崎県雲仙市をロマンチストの聖地と定め、島原鉄道「愛野駅」をメルヘンな駅舎に塗り替える事業や、まちを挙げた結婚式のプランニングなど、地域コミュニティデザインに携わる。
・スイカ倶楽部（2013年）
スイカの生産者団体「富研連盟全国協議会」とコラボレーションし、スイカファンのコミュニティを立ち上げた。「チーム・マイナス6％」の熱中症予防プロジェクトと連動し、スカイツリー開業の年（2012年）にプロジェクトが開始したことにあやかり、スイカ100個からなるスイカツリーを作る。スイカを無料配布するイベントを開催し、SNSやヤフーニュースなどを中心に話題となった。　
・全国丼連盟(2014年)　
丼のベースとなるお米・コシヒカリの発祥の地であり、ソースかつ丼が名物の福井県を丼の聖地と定めた、地域経済の活性化プロジェクト。丼振興の全国団体を立ち上げ、福井県を丸ごと丼でPRする「福丼県プロジェクト」をプロデュースし、「丼ツーリズム」を提唱。参加店舗500店を超えるムーブメントに発展させた。2023年6月に福丼県フェス2023が行われ、現在でも活動が続いている
　
・恋する灯台プロジェクト（2016年）
日本財団と日本ロマンチスト協会が、灯台を“2人の未来を見つめる場所”として定義することで、“ロマンスの聖地”としても価値を高めることを目的に開始した共同プロジェクト。ロマンスの聖地としてふさわしい灯台を“恋する灯台”とし、さらにその灯台がある地域を“恋する灯台のまち”として認定。地域の観光資源としての灯台の価値を見直すことで灯台を訪れる人を増やし、海への関心を高めることに貢献。2018年に海上保安庁長官より表彰された。　
2018年の表彰を機に活動の幅を広げ「海と灯台プロジェクト」に拡充。日本の近代化の象徴である灯台のロマンを次の世代にも伝えることを目的とした書籍「海と灯台学」を、2022年10月には文藝春秋より発売している。　
・冒険県 冒険する長崎プロジェクト（2018年～）
長崎県における子育て世代が抱える子供との週末の過ごし方の悩み解消に向け、長崎県、トヨタ自動車と連携したプロジェクトを開始。長崎県全体を「冒険マップ」に見立て、 埋もれていた文化・自然体験を”冒険アクティビティ”として顕在化。“ワクワクを探しに出かけよう”を合言葉に、 子どもたちの豊かな原体験づくりを、 長崎県全体で連帯し、創造するさまざまな企画を立案し、実施している。また、実際に参加した子供たちや家族の様子や感想を、SNSやテレビ番組『冒険県 冒険する長崎プロジェクト』（テレビ長崎）でも毎週紹介。
・元気だけん！くまモン県プロジェクト（2019年～）
熊本県の震災復興をはじめ、地域活性化、伝統文化の継承など地域のために頑張っている人たちをくまモンと共に応援するプロジェクト。熊本県民を「幸福」に導くのは県民一人ひとりの「元気」、さらに地域の「元気」ではないかと考え、熊本県民が一致団結し元気を発信することで、日本一の「幸福県」を目指す取組。くまモンをリーダーに熊本県やトヨタ自動車らの社員らによる「元気隊」を結成し、さまざまなボランティア訪問を実施。また、熊本県および45市町村や地域貢献に尽力する団体等との連携企画により、「元気だけん！くまモン県」コラボを実現し、クルマを活用した情報発信の取組などを行っている。　
・かごしまフォトドライブプロジェクト(フォトドラ)(
2019年～）
鹿児島県とトヨタ自動車による鹿児島県の「観光振興」「移動の活発化」を促進するプロジェクト。『「映える」を撮ろう。クルマと行こう。』をコンセプトに、写真映えのする場所やコトを求め鹿児島県中を自動車旅行に出かける“フォトドライブ”という新しい旅のスタイルを提案。「フォトドラアワード」にて認定された場所を、SNSやテレビ番組『フォトドラ』(KKB鹿児島放送)にて毎週紹介している。

◆公共事業
・チーム・マイナス6%（2005年～2009年）
事務局の事業設計や事業プロデュースを担う。特に地域メディアや業界団体との連携による企画を担当。
・熱中症予防声かけプロジェクト（2011年）
東日本大震災に伴い節電が求められる中、官民連携によるプロジェクトを立ち上げる。「熱中症」という言葉を浸透させるべく全国のテレビ局・気象番組に働きかけ、「暑さ指数」を導入するなど、「熱中症予防」を社会現象化した。

◆ブランディング
・日本コロッケ協会（2012年～）
かつて日本の食卓の主役だったコロッケを再び食卓に戻すべくコロッケグランプリ、全国コロッケフェスティバルの開催し、コロッケマーケットを拡大。
・クジラ倶楽部
鯨（クジラ）食文化活性化に向けた鯨肉のサプライヤー（水産庁・日本鯨類研究所・共同船舶株式会社）と流通、小売、さらに生活者をつなぎ市場を活発にする運動を展開。鯨食ファンによる鯨食振興のコミュニティの醸成
・あいち みんなのサラダプロジェクト（2018年～）
調味料を主力とする食品メーカーのキユーピーや生産者、自治体が連携し、愛知の“ご当地サラダ”を開発・普及を促進する取り組み。愛知県が全国有数の農業県であるにもかかわらず、野菜摂取量が少ない（男性はワースト1位、女性はワースト3位）状況を打破することを目的に始まった。愛知県知事自ら記者発表を行い、地元の飲食店や地元メディアとも連携し、サラダスタイルの新しいご当地グルメ「あいちサラダめし」の普及定着に成功した。

## 主なコンテンツ作品
・燈の守り人（あかりのもりびと）（原案・総合プロデューサー、2020年10月～）
ボイスドラマ、朗読劇など、メディアミックス展開を行なう灯台擬人化プロジェクト。各地の灯台が持つ魅力を丁寧に掘り下げ、イケメンのオリジナルキャラクターを青二プロダクションの人気声優が演じ、「ニコニコ超会議」の「超声優祭 」でも配信をおこない人気を博す。灯台ファンをはじめ、さらに広い層へと興味を届け、「灯台」が新たな観光資源として活用されることを目指している。
・ラトニアサーガ（原案・総合プロデューサー、2020年12月～）
漫画、小説、ゲーム等マルチ展開の計画が進む物語。構想に20年を要した、「かつて少年だった大人たち」のために描かれた壮大なファンタジー作品。「大人になると夢見る気持ちを忘れてしまうというが、果たして本当にそうだろうか」という疑問や、大人になったからこそ抱ける夢があるのではないかという想いを込めて制作が開始。
・BLUE HUNTER（ブルーハンター）（原案・総合プロデューサー）（2021年7月～）
海洋生物メディアミックスプロジェクト。海洋科学が発達した近未来を舞台に、高校生の真夏が仲間とともに、幻の海洋生物「シーザウルス」を探してさまざまな海を巡る海洋冒険ファンタジー。未来の海洋への関心を高めることを目的にしたプロジェクトを展開している。
・創業X （総合プロデューサー）(2018年９月～)
創業者の波乱に満ちた人生や企業の創業ストーリーを"プロの劇団アーティスト"が感動の舞台にする新たな広報の試み。武術・ダンス・芝居を融合させたパフォーマンスグループ「SPINNIN RONIN（スピニン ローニン）が舞台化に成功。株式会社イオレ　社長・吉田直人氏と株式会社ホットスタッフ　会長・松岡聡道氏の創業の軌跡や波乱万丈の人生を描いている。　

## 著書
「変な協会 -協会力が世界を救う! ?」（日本キョーカイ協会著）メタモル出版

## 映画
・スポGOMI　まちの絆づくり編（2023）　プロデューサー
・スポGOMI　ワールドカップエキシビジョンマッチ編（2022）　プロデューサー

## 紹介記事
・イード　Branc　灯台を擬人化しメディアミックス展開　元博報堂プロデューサーが明かす地方創生コンテンツの仕掛け方（2023年8月22日）
・大塚商会　AppleCLIP 番組紹介Clip #407　ムーブメントデザインって？（2020年4月3日公開）
・withnews　おうち生活に潤い「日本ロマンチスト協会」がすすめる非日常の妄想力（2020年5月21日）
・株式会社TVer　 Screen　ローカル局は地域で圧倒的な“権威団体”である！『冒険県』冒険する長崎プロジェクトに見る、地域とテレビのこれから【VR FORUM 2019】（2019年4月8日）
・ナゴヤビト　コラボなごやめしの開発秘話と展望！「なごやめしサミット」開催！⑥座談会（2019年2月18日）
・産経新聞　企業の広報宣伝に新手法 経営者の創業ストーリーを舞台化（2018年11月6日）
・日刊SPA  ふんどしに唐揚げ…ヘンな協会が集う 協会サミットに潜入(2012年12月13日)
・osica MAGAZINE　#12   波房 克典「ストーリーテラーとして生きる。そして、死ぬ。」（2012年9月）
・マガジンハウス　GINZA (ギンザ) 2017年 3月号「ロマンスに気をつけろ」